# Kvalspelet till herrarnas ICC T20-VM 2021
Kvalspelet till herrarnas ICC T20 världsmästerskap 2021 var en cricketturnering som hölls under oktober och november 2019 i Förenade Arabemiraten för att avgöra vilka lag som kvalificeras till Herrarnas ICC T20 världsmästerskap 2021. De sex lag som toppar kvalet kvalificeras till första rundan av världsmästerskapet, i sällskap av Sri Lanka och Bangladesh. Nederländerna vann finalen av turneringen.
I april 2018 gav International Cricket Council (ICC) hel status till alla herrmatcher i Twenty20 mellan medlemsländer från och med 1 januari 2019. Därmed spelades alla matcher i både de regionala finalerna samt kvalturneringen som fullvärdiga T20I matcher. I juli 2019 stängde ICC av Zimbabwe Cricket tillsvidare och dess lag blev därmed bannlysta från att delta i någon ICC turnering. Månaden därpå, med Zimbabwe avstängda från alla internationella turneringar, utnämnde ICC Nigeria som Zimbabwes ersättare.
Papua Nya Guinea var det första laget att kvalificeras till världsmästerskapet, efter att de toppade grupp A, ovanför Nederländerna på net run rate. Det var den första gången Papua Nya Guinea kvalificerades till ett cricketvärldsmästerskap i något format. Irland blev det andra laget att kvalificeras efter de toppade grupp B, även de på net run rate. Båda lagen avancerade även till playoffsteget av kvalet. Även Nederländerna, Namibia ochSkottland från grupp A, samt Oman, Förenade Arabemiraten och Hongkong från grupp B kvalificerades till nästa steg av turneringen.
I den första playoffmatchen kvalificerades Nederländerna till världsmästerskapet när de slog Förenade Arabemiraten med åtta wickets, efter att Förenade Arabemiraten endast lyckades få 80 runs i deras innings. I den andra kvalmatchen kvalificerade Namibia sig till sitt första T20-världsmästerskap efter de slog Oman med 54 runs. Skottland slog värdnation Förenade Arabemiraten i den tredje kvalmatchen med 90 runs för att säkra deras plats i världsmästerskapet. Oman blev det sista laget att kvalificera sig efter att de slog Hongkong i den sista kvalmatchen med 12 runs.
Skottland slog Oman med fem wickets för att vinna femteplats playoff-matchen. I den första semifinalen slog Nederländerna Irland med 21 runs för att avancera vidare till finalen. De fick sällskap av Papua Nya Guinea i finalen, som slog Namibia med 18 runs i den andra semifinalen. Irland slog Namibia med 27 runs för att vinna tredjeplats playoff. I finalen slog Nederländerna Papua Nya Guinea med sju wickets för att vinna turneringen. Namibias kapten, Gerhard Erasmus, utnämndes till bäste spelare av turneringen.

## Lag och kvalificering
| Kvalifikationssätt                                                                  | Datum                       | Spelplats                   | Antal                       | Kvalificerade                                                   |
| Automatiska kvalificeringar                                                         | Automatiska kvalificeringar | Automatiska kvalificeringar | Automatiska kvalificeringar | Automatiska kvalificeringar                                     |
| ----------------------------------------------------------------------------------- | --------------------------- | --------------------------- | --------------------------- | --------------------------------------------------------------- |
| Herrarnas ICC T20I Lagrankning (Rankade 11:e – 16:e som spelade i det förra T20-VM) | 31 december 2018            | Rank                        | 5                           | Skottland · Zimbabwe · Nederländerna · Hongkong · Oman · Irland |
| Värdland                                                                            | Värdland                    | Värdland                    | 1                           | Förenade arabemiraten                                           |
| Regionala kval                                                                      |                             |                             |                             |                                                                 |
| Östasien-Stilla Havet                                                               | 22–24 mars 2019             | Papua Nya Guinea            | 1                           | Papua Nya Guinea                                                |
| Afrika                                                                              | 20–24 maj 2019              | Uganda                      | 3                           | Namibia · Kenya · Nigeria                                       |
| Europa                                                                              | 15–20 juni 2019             | Guernsey                    | 1                           | Jersey                                                          |
| Asien                                                                               | 22–28 juli 2019             | Singapore                   | 1                           | Singapore                                                       |
| Nord- och Sydamerika                                                                | 18–25 augusti 2019          | Bermuda                     | 2                           | Kanada · Bermuda                                                |
| Total                                                                               |                             |                             | 14                          |                                                                 |